# Wilhelm Uhlmann-Bixterheide

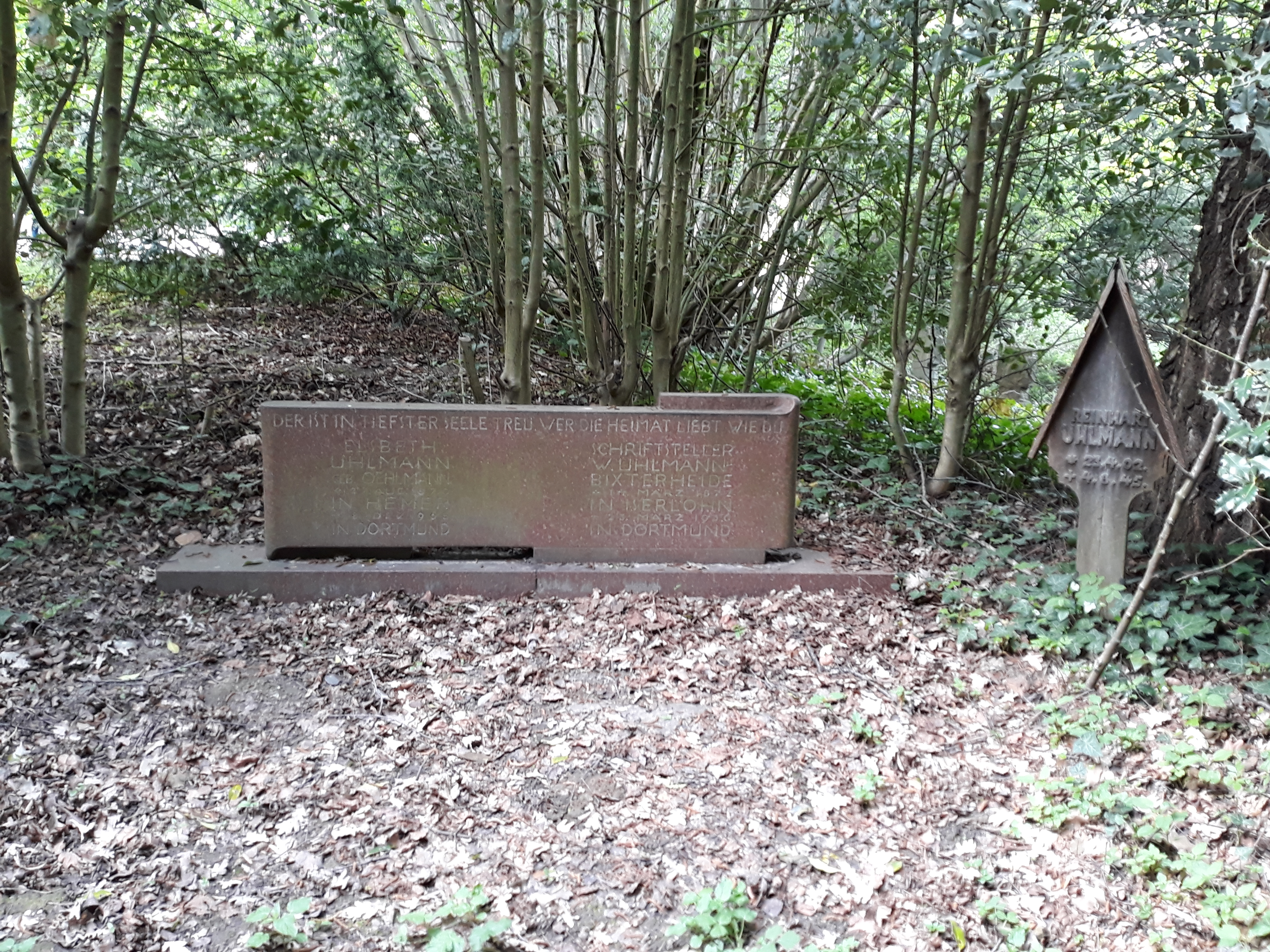
Das Grab von Wilhelm Uhlmann-Bixterheide, seiner Ehefrau Elisabeth, geborene Oehlmann, sowie des im Krieg gefallenen Sohnes Reinhart auf dem Hauptfriedhof Dortmund

Wilhelm Uhlmann-Bixterheide (* 14. März 1872 in Bixterheide (jetzt Iserlohn); †  23. März 1936 in Dortmund) war ein deutscher Schriftsteller und Herausgeber. Er gilt als Vorkämpfer der westfälischen Dialektliteratur.

## Leben
Wilhelm Uhlmann-Bixterheide wurde am 14. März 1872 im sauerländischen Bixterheide (jetzt Iserlohn) geboren. Sein Vater, der Vollziehungsbeamte Wilhelm Uhlmann (* 3. Februar 1846 in Griesenbrauck (jetzt Iserlohn); † 23. März 1894 in Iserlohn), entstammte dem Adelsgeschlecht der Freiherrn von Cloedt-Remblinghausen; seine Mutter, Karoline Uhlmann, geborene Grote (* 16. September 1849 in Iserlohn; † 31. Dezember 1920 ebenda), einer vermutlich aus dem Rheinland stammenden Bauern- und Kleinindustriellenfamilie.
Wilhelm Uhlmann-Bixterheide besuchte die Mittelschule in Iserlohn. Da ihm das Geld zu weiteren Studien fehlten, trat er in den Postdienst ein. Das Reichspostamt bestimmte ihn zur Verwendung in China, und so studierte er am Seminar für Orientalische Sprachen in Berlin moderne orientalische Sprachen, insbesondere Chinesisch. Daneben hörte er Vorlesungen über Geschichte, Literatur und Volkswirtschaftslehre. Im Jahr 1902 wechselte er in den Telegrafendienst nach Dortmund, wo er 1926 zum Telegrafeninspektor aufstieg.
Wilhelm Uhlmann-Bixterheide engagierte sich auch politisch. Er trat der Nationalliberalen Partei bei, die sich im November 1918 in die Deutsche Volkspartei umgründete. 1919 kandidierte er vergeblich für die DVP zur deutschen Nationalversammlung. Von 1910 bis 1933 war er Stadtverordneter in Dortmund. Er war Vorsitzender des Deutschen Beamtenbundes in Dortmund. In dieser Funktion stellte er sich während des Kapp-Putschs – im Gegensatz zu Teilen seiner Partei – auf die Seite der Republik. Den sich anschließenden kommunistischen Aufstand bekämpfte er ebenfalls. Während der Ruhrbesetzung organisierte er den passiven Widerstand der Beamten, der unter anderem dazu führte, dass in Dortmund monatelang keine Fernsprech- oder Telegrafenverbindung möglich war.
Wilhelm Uhlmann-Bixterheide war als Kommunalpolitiker in mehreren Aufsichtsräten städtischer Betriebe vertreten. Er war außerdem Mitglied mehrerer Schulausschüsse. Seine eigentliche kommunalpolitische Arbeit widmete er aber der Kulturpolitik. Dies zeigte sich auch in der Mitgliedschaft im Dortmunder Immermannbund, der Literarischen Gesellschaft Dortmund und der Vereinigung von Freunden der Stadtbibliothek. Er wurde außerdem in den Ausschuss für Literatur im Westfälischen Heimatbund berufen.
Wilhelm Uhlmann-Bixterheide war verheiratet mit Elsbeth Uhlmann-Bixterheide, geborene Oehlmann (* 27. August 1879 in Hemer; † 7. Dezember 1965 in Dortmund), Tochter des Fabrikanten Friedrich Oehlmann und seiner Frau Marie Oehlmann, geborene Hecker. Das Ehepaar hatte einen Sohn.
Wilhelm Uhlmann-Bixterheide starb am 23. März 1936 im Alter von 64 Jahren in Dortmund. Er erhielt ein Ehrengrab auf dem Hauptfriedhof Dortmund.

## Leistungen
Wilhelm Uhlmann-Bixterheide begann schon in seiner Jugendzeit mit der literarischen Arbeit. Er war befreundet mit Detlev von Liliencron, Peter Hille und Michael Georg Conrad. In Conrads Zeitschrift Die Gesellschaft wurden erste Gedichte Uhlmann-Bixterheides veröffentlicht. In seiner ersten selbstständigen Veröffentlichung Westfälische Dichtung der Gegenwart (1895) wies er auf die Bedeutung der westfälischen für die deutsche Literatur hin. Mit seinen impressionistischen Naturgedichten und Prosabänden wie Chronika van Iserliaun. Ernste un lustige Geschichten iut oaller un nigger Teit (1896) oder Westfalenfahrten I. Zeit und Wanderbilder aus Mark und Süderland (1906) wurde er zu einem Vorkämpfer für die westfälische Heimatdichtung.
Ein weiterer Themenschwerpunkt war die industrielle Arbeitswelt, die er in Dortmund vorfand. Er stand in Verbindung mit dem Ruhrlandkreis und veröffentlichte auch im Jahrbuch Die Ruhr des Arbeiterdichters Christoph Wieprecht. In diesem Zusammenhang entstand auch sein wohl bekanntestes Werk Nächtliche Fahrt.
Neben der eigenen Arbeit liegt Wilhelm Uhlmann-Bixterheides Verdienst vor allem in der Herausgabe zahlreicher westfälischer Heimatbücher, darunter Die rote Erde. Ein Heimatbuch für Westfalen (1913), Das sauerländische Bergland. Ein Buch der Scholle (1919), Westfälisches Sagenbuch. Die schönsten Sagen der Roten Erde (1921) und Männer und Helden der Roten Erde. Ein Buch von westfälischer Art (1921) sowie der beiden Anthologien Das plattdeutsche Westfalen. Ein Buch mundartlicher Heimatdichtung (1921) und Westfalens Erzähler und Dichter. Des westfälischen Dichterbunds hochdeutscher Teil (1922).

## Auszeichnungen
Wilhelm Uhlmann-Bixterheides Gedicht Werbung wurde mit dem Carmen-Sylva-Preis und der Ehrenschleife der Stadt Barcelona ausgezeichnet. Er erhielt 1912 den Preis der Fastenrath-Stiftung Köln, 1921 einen Preis und 1934 die Goethe-Medaille für Kunst und Wissenschaft und den Kulturpreis Westfalen-Nord. Anlässlich seines 60. Geburtstags benannte die Stadt Dortmund eine Straße nach ihm.

## Werke
- Wilhelm Uhlmann-Bixterheide, Carl Hülter: Westfälische Dichtung der Gegenwart. Beiträge zur Würdigung des westfälischen Geisteslebens. Lenz, Leipzig 1895.
- Wilhelm Uhlmann-Bixterheide, Carl Hülter: Chronika van Iserliaun. Ernste un lustige Geschichten iut oaller un nigger Teit. In: Chroniken niederdeutscher Städte. Band 3. Lenz, Leipzig 1896 (niederdeutsch).
- Wilhelm Uhlmann-Bixterheide: Westfalenfahrten I. Zeit und Wanderbilder aus Mark und Süderland. Koeppen, Dortmund 1906.
- Wilhelm Uhlmann-Bixterheide (Hrsg.): Die rote Erde. Ein Heimatbuch für Westfalen. Brandstetter, Leipzig 1913.
- Wilhelm Uhlmann-Bixterheide (Hrsg.): Das sauerländische Bergland. Ein Buch der Scholle. Ruhfus, Dortmund 1919.
- Wilhelm Uhlmann-Bixterheide (Hrsg.): Westfalens Sagenbuch. Die schönsten Sagen der Roten Erde. Ruhfus, Dortmund 1921.
- Wilhelm Uhlmann-Bixterheide (Hrsg.): Männer und Helden der Roten Erde. Ein Buch von westfälischer Art. Ruhfus, Dortmund 1921.
- Wilhelm Uhlmann-Bixterheide (Hrsg.): Das plattdeutsche Westfalen. Ein Buch mundartlicher Heimatdichtung. Ruhfus, Dortmund 1921.
- Wilhelm Uhlmann-Bixterheide (Hrsg.): Westfalens Erzähler und Dichter. Des westfälischen Dichterbunds hochdeutscher Teil. Ruhfus, Dortmund 1922.